# سانت-آن (غوادلوب)
سانت-آن (بالفرنسية: Sainte-Anne)‏ هي بلدية فرنسية يسكنها 24346 نسمة (حسب إحصاء 1 يناير 2011)، وهي تقع في إقليم جوادلوب في جزر الأنتيل الصغرى.

## أعلام
- ماريوس تريسور
- مات هوستون